# Repêchage amateur de la LNH 1976
1975 1977
Le repêchage amateur de la Ligue nationale de hockey 1976  a eu lieu dans les bureaux de la ligue à Montréal au Québec (Canada). 

## Sélections par tour
Les sigles suivants seront utilisés dans les tableaux pour parler des ligues mineures :
- AHO : Association de Hockey de l'Ontario, renommé plus tard la Ligue de hockey de l'Ontario ;
- LHJMQ : Ligue de hockey junior majeur du Québec ;
- NCAA : National Collegiate Athletic Association ;
- WHL : Ligue de hockey de l'Ouest du Canada ;
- NAHL : North American Hockey League.

### 1ertour
| Rang | Équipe LNH                    | Nationalité | Joueur            | Repêché de                       |
| ---- | ----------------------------- | ----------- | ----------------- | -------------------------------- |
| 1    | Capitals de Washington        | Canada      | Rick Green        | Knights de London (AHO)          |
| 2    | Penguins de Pittsburgh        | Canada      | Blair Chapman     | Blades de Saskatoon (LHOC)       |
| 3    | North Stars du Minnesota      | Canada      | Glen Sharpley     | Festivals de Hull (LHJMQ)        |
| 4    | Red Wings de Détroit          | Canada      | Fred Williams     | Blades de Saskatoon (LHOC)       |
| 5    | Golden Seals de la Californie | Suède       | Björn Johansson   | Örebro HK (Elitserien)           |
| 6    | Rangers de New York           | Canada      | Don Murdoch       | Tigers de Medicine Hat (LHOC)    |
| 7    | Blues de Saint-Louis          | Canada      | Bernie Federko    | Blades de Saskatoon (LHOC)       |
| 8    | Flames d'Atlanta              | Canada      | David Shand       | Petes de Peterborough (AHO)      |
| 9    | Black Hawks de Chicago        | Canada      | Réal Cloutier     | Nordiques de Québec (AMH)        |
| 10   | Flames d'Atlanta              | Canada      | Harold Phillipoff | Bruins de New Westminster (LHOC) |
| 11   | Scouts de Kansas City         | Canada      | Paul Gardner      | Generals d'Oshawa (AHO)          |
| 12   | Canadiens de Montréal         | Angleterre  | Peter Lee         | 67's d'Ottawa (AHO)              |
| 13   | Canadiens de Montréal         | Canada      | Rod Schutt        | Wolves de Sudbury (AHO)          |
| 14   | Islanders de New York         | Canada      | Alex McKendry     | Wolves de Sudbury (AHO)          |
| 15   | Capitals de Washington        | Canada      | Greg Carroll      | Tigers de Medicine Hat (LHOC)    |
| 16   | Bruins de Boston              | Canada      | Clayton Pachal    | Bruins de New Westminster (LHOC) |
| 17   | Flyers de Philadelphie        | Canada      | Mark Suzor        | Canadians de Kingston (AHO)      |
| 18   | Canadiens de Montréal         | Canada      | Bruce Baker       | 67's d'Ottawa (AHO)              |

### 2etour
| Rang | Équipe LNH                    | Nationalité | Joueur             | Repêché de                            |
| ---- | ----------------------------- | ----------- | ------------------ | ------------------------------------- |
| 19   | Penguins de Pittsburgh        | Canada      | Greg Malone        | Generals d'Oshawa (AHO)               |
| 20   | Blues de Saint-Louis          | Canada      | Brian Sutter       | Broncos de Lethbridge (LHOC)          |
| 21   | Kings de Los Angeles          | Canada      | Steve Clippingdale | Bruins de New Westminster (LHOC)      |
| 22   | Red Wings de Détroit          | États-Unis  | Reed Larson        | Golden Gophers du Minnesota (NCAA)    |
| 23   | Golden Seals de la Californie | Canada      | Vern Stenlund      | Knights de London (AHO)               |
| 24   | Rangers de New York           | Canada      | Dave Farrish       | Wolves de Sudbury (AHO)               |
| 25   | Blues de Saint-Louis          | Canada      | John Smrke         | Marlboros de Toronto (AHO)            |
| 26   | Canucks de Vancouver          | Canada      | Bob Manno          | Black Hawks de Saint Catharines (AHO) |
| 27   | Black Hawks de Chicago        | Canada      | Jeff McDill        | Cougars de Victoria (LHOC)            |
| 28   | Flames d'Atlanta              | Canada      | Bobby Simpson      | Castors de Sherbrooke (LHJMQ)         |
| 29   | Penguins de Pittsburgh        | Canada      | Peter Marsh        | Castors de Sherbrooke (LHJMQ)         |
| 30   | Maple Leafs de Toronto        | Canada      | Randy Carlyle      | Wolves de Sudbury (AHO)               |
| 31   | North Stars du Minnesota      | Canada      | Jim Roberts        | 67's d'Ottawa (AHO)                   |
| 32   | Islanders de New York         | Canada      | Mike Kaszycki      | Greyhounds de Sault Ste. Marie (AHO)  |
| 33   | Sabres de Buffalo             | Canada      | Joe Kowal          | Fincups de Hamilton (AHO)             |
| 34   | Bruins de Boston              | Canada      | Lorry Gloeckner    | Cougars de Victoria (LHOC)            |
| 35   | Flyers de Philadelphie        | Canada      | Drew Callander     | Pats de Regina (LHOC)                 |
| 36   | Canadiens de Montréal         | Canada      | Barry Melrose      | Chiefs de Kamloops (LHOC)             |

### 3etour
| Rang | Équipe LNH                    | Nationalité | Joueur          | Repêché de                          |
| ---- | ----------------------------- | ----------- | --------------- | ----------------------------------- |
| 37   | Capitals de Washington        | États-Unis  | Tom Rowe        | Knights de London (AHO)             |
| 38   | Scouts de Kansas City         | Canada      | Mike Kitchen    | Marlboros de Toronto (AHO)          |
| 39   | North Stars du Minnesota      | États-Unis  | Don Jackson     | Fighting Irish de Notre Dame (NCAA) |
| 40   | Red Wings de Détroit          | Canada      | Fred Berry      | Bruins de New Westminster (LHOC)    |
| 41   | Golden Seals de la Californie | États-Unis  | Mike Fidler     | Terriers de Boston (NCAA)           |
| 42   | Rangers de New York           | Canada      | Mike McEwen     | Marlboros de Toronto (AHO)          |
| 43   | Blues de Saint-Louis          | Canada      | Jim Kirkpatrick | Marlboros de Toronto (AHO)          |
| 44   | Canucks de Vancouver          | Canada      | Rob Flockhart   | Chiefs de Kamloops (LHOC)           |
| 45   | Black Hawks de Chicago        | Suède       | Thomas Gradin   | MODO hockey (Elitserien)            |
| 46   | Flames d'Atlanta              | Canada      | Rick Hodgson    | Centennials de Calgary (LHOC)       |
| 47   | Penguins de Pittsburgh        | Canada      | Morris Lukowich | Tigers de Medicine Hat (LHOC)       |
| 48   | Maple Leafs de Toronto        | Canada      | Alain Bélanger  | Castors de Sherbrooke (LHJMQ)       |
| 49   | Kings de Los Angeles          | Canada      | Don Moores      | Chiefs de Kamloops (LHOC)           |
| 50   | Islanders de New York         | Canada      | Garth MacGuigan | Canadien junior de Montréal (LHJMQ) |
| 51   | North Stars du Minnesota      | Canada      | Ron Zanussi     | Knights de London (AHO)             |
| 52   | Maple Leafs de Toronto        | Canada      | Gary McFadyen   | Festivals de Hull (LHJMQ)           |
| 53   | Flyers de Philadelphie        | États-Unis  | Craig Hanmer    | Comets de Mohawk Valley (NAHL)      |
| 54   | Canadiens de Montréal         | États-Unis  | Bill Baker      | Golden Gophers du Minnesota (NCAA)  |

### 4etour
| Rang | Équipe LNH                    | Nationalité | Joueur           | Repêché de                         |
| ---- | ----------------------------- | ----------- | ---------------- | ---------------------------------- |
| 55   | Capitals de Washington        | Canada      | Al Glendenning   | Centennials de Calgary (LHOC)      |
| 56   | Blues de Saint-Louis          | Canada      | Mike Liut        | Falcons de Bowling Green (NCAA)    |
| 57   | North Stars du Minnesota      | Canada      | Mike Fedorko     | Fincups de Hamilton (AHO)          |
| 58   | Red Wings de Détroit          | Canada      | Kevin Schamehorn | Bruins de New Westminster (LHOC)   |
| 59   | Golden Seals de la Californie | Canada      | Warren Young     | Huskies de Michigan Tech (NCAA)    |
| 60   | Rangers de New York           | Canada      | Claude Périard   | Draveurs de Trois-Rivières (LHJMQ) |
| 61   | Blues de Saint-Louis          | États-Unis  | Paul Skidmore    | Eagles de Boston College (NCAA)    |
| 62   | Canucks de Vancouver          | Canada      | Elmer Ray        | Centennials de Calgary (LHOC)      |
| 63   | Black Hawks de Chicago        | États-Unis  | Dave Debol       | Wolverines du Michigan (NCAA)      |
| 64   | Flames d'Atlanta              | Suède       | Kent Nilsson     | Djurgårdens IF (Elitserien)        |
| 65   | Penguins de Pittsburgh        | Canada      | Greg Redquest    | Generals d'Oshawa (AHO)            |
| 66   | Maple Leafs de Toronto        | Canada      | Tim Williams     | Cougars de Victoria (LHOC)         |
| 67   | Kings de Los Angeles          | Canada      | Bob Mears        | Canadians de Kingston (AHO)        |
| 68   | Islanders de New York         | États-Unis  | Ken Morrow       | Falcons de Bowling Green (NCAA)    |
| 69   | Sabres de Buffalo             | Canada      | Rocky Maze       | Oil Kings d'Edmonton (LHOC)        |
| 70   | Bruins de Boston              | États-Unis  | Bob Miller       | 67's d'Ottawa (AHO)                |
| 71   | Flyers de Philadelphie        | Canada      | Dave Hynek       | Canadians de Kingston (AHO)        |
| 72   | Canadiens de Montréal         | Canada      | Ed Clarey        | Royals de Cornwall (LHJMQ)         |

### 5etour
| Rang | Équipe LNH                    | Nationalité | Joueur           | Repêché de                            |
| ---- | ----------------------------- | ----------- | ---------------- | ------------------------------------- |
| 73   | Capitals de Washington        | Canada      | Doug Patey       | Greyhounds de Sault Ste. Marie (AHO)  |
| 74   | Scouts de Kansas City         | Canada      | Rick McIntyre    | Generals d'Oshawa (AHO)               |
| 75   | North Stars du Minnesota      | États-Unis  | Phil Verchota    | Golden Gophers du Minnesota (NCAA)    |
| 76   | Red Wings de Détroit          | États-Unis  | Dwight Schofield | Knights de London (AHO)               |
| 77   | Golden Seals de la Californie | Canada      | Darcy Regier     | Broncos de Lethbridge (LHOC)          |
| 78   | Rangers de New York           | Canada      | Doug Caines      | Black Hawks de Saint Catharines (AHO) |
| 79   | Golden Seals de la Californie | États-Unis  | Cal Sandbeck     | Pioneers de Denver (NCAA)             |
| 80   | Canucks de Vancouver          | Canada      | Rick Durston     | Cougars de Victoria (LHOC)            |
| 81   | Black Hawks de Chicago        | Canada      | Terry McDonald   | Oil Kings d'Edmonton (LHOC)           |
| 82   | Flames d'Atlanta              | Canada      | Mark Earp        | Chiefs de Kamloops (LHOC)             |
| 83   | Penguins de Pittsburgh        | Canada      | Brendan Lowe     | Castors de Sherbrooke (LHJMQ)         |
| 84   | Maple Leafs de Toronto        | Canada      | Greg Hotham      | Canadians de Kingston (AHO)           |
| 85   | Kings de Los Angeles          | Canada      | Rob Palmer       | Wolverines du Michigan (NCAA)         |
| 86   | Islanders de New York         | Canada      | Mike Hordy       | Greyhounds de Sault Ste. Marie (AHO)  |
| 87   | Sabres de Buffalo             | Canada      | Ron Roscoe       | Fincups de Hamilton (AHO)             |
| 88   | Bruins de Boston              | Canada      | Pete Vandemark   | Generals d'Oshawa (AHO)               |
| 89   | Flyers de Philadelphie        | Canada      | Robin Lang       | Big Red de Cornell (NCAA)             |
| 90   | Canadiens de Montréal         | Canada      | Maurice Barrette | Remparts de Québec (LHJMQ)            |

### 6etour
| Rang | Équipe LNH               | Nationalité | Joueur          | Repêché de                            |
| ---- | ------------------------ | ----------- | --------------- | ------------------------------------- |
| 91   | Capitals de Washington   | Canada      | Jim Bedard      | Wolves de Sudbury (AHO)               |
| 92   | Scouts de Kansas City    | Canada      | Larry Skinner   | 67's d'Ottawa (AHO)                   |
| 93   | North Stars du Minnesota | États-Unis  | Dave Delich     | Tigers de Colorado College (NCAA)     |
| 94   | Red Wings de Détroit     | Canada      | Tony Horvath    | Greyhounds de Sault Ste. Marie (AHO)  |
| 95   | Seals de la Californie   | Finlande    | Jouni Rinne     | Lukko Rauma (SM-Liiga)                |
| 96   | Rangers de New York      | Canada      | Barry Scully    | Canadians de Kingston (AHO)           |
| 97   | Blues de Saint-Louis     | Canada      | Nels Goddard    | Huskies de Michigan Tech (NCAA)       |
| 98   | Canucks de Vancouver     | Canada      | Rob Tudor       | Pats de Regina (LHOC)                 |
| 99   | Black Hawks de Chicago   | Canada      | John Peterson   | Fighting Irish de Notre Dame (NCAA)   |
| 100  | Capitals de Washington   | Canada      | Don Wilson      | Black Hawks de Saint Catharines (AHO) |
| 101  | Penguins de Pittsburgh   | Canada      | Vic Sirko       | Generals d'Oshawa (AHO)               |
| 102  | Maple Leafs de Toronto   | Canada      | Dan Djakalovic  | Rangers de Kitchener (AHO)            |
| 103  | Kings de Los Angeles     | Canada      | Larry McRae     | Spitfires de Windsor (AHO)            |
| 104  | Islanders de New York    | Canada      | Yvon Vautour    | National de Laval (LHJMQ)             |
| 105  | Sabres de Buffalo        | Canada      | Donald Lemieux  | Draveurs de Trois-Rivières (LHJMQ)    |
| 106  | Bruins de Boston         | Canada      | Ted Olson       | Centennials de Calgary (LHOC)         |
| 107  | Flyers de Philadelphie   | États-Unis  | Paul Klasinski  | Vulcans de St.-Paul (LHJM)            |
| 108  | Canadiens de Montréal    | Canada      | Pierre Brassard | Royals de Cornwall (LHJMQ)            |

### 7etour
| Rang | Équipe LNH               | Nationalité | Joueur            | Repêché de                          |
| ---- | ------------------------ | ----------- | ----------------- | ----------------------------------- |
| 109  | Capitals de Washington   | Canada      | Dale Rideout      | Bombers de Flin-Flon (LHOC)         |
| 110  | North Stars du Minnesota | États-Unis  | Jeff Barr         | Wolverines du Michigan (NCAA)       |
| 111  | Red Wings de Détroit     | Canada      | Fernand LeBlanc   | Castors de Sherbrooke (LHJMQ)       |
| 112  | Rangers de New York      | Canada      | Rémi Levesque     | Remparts de Québec (LHJMQ)          |
| 113  | Blues de Saint-Louis     | États-Unis  | Mike Eaves        | Badgers du Wisconsin (NCAA)         |
| 114  | Canucks de Vancouver     | Canada      | Brad Rhiness      | Canadians de Kingston (AHO)         |
| 115  | Black Hawks de Chicago   | États-Unis  | John Rothstein    | Bulldogs de Minnesota-Duluth (NCAA) |
| 116  | Maple Leafs de Toronto   | Canada      | Charlie Skjodt    | Spitfires de Windsor (AHO)          |
| 117  | Flyers de Philadelphie   | États-Unis  | Ray Kurpis        | Mavericks d'Austin (LHJM)           |
| 118  | Canadiens de Montréal    | Canada      | Richmond Gosselin | Bombers de Flin-Flon (LHOC)         |

### 8etour
| Rang | Équipe LNH             | Nationalité | Joueur         | Repêché de                      |
| ---- | ---------------------- | ----------- | -------------- | ------------------------------- |
| 119  | Capitals de Washington | Canada      | Al Dumba       | Pats de Regina (LHOC)           |
| 120  | Red Wings de Détroit   | Canada      | Claude Legris  | Éperviers de Sorel (LHJMQ)      |
| 121  | Blues de Saint-Louis   | Suisse      | Jacques Soguel | HC Davos (LNA)                  |
| 122  | Canucks de Vancouver   | Canada      | Stu Ostlund    | Huskies de Michigan Tech (NCAA) |
| 123  | Canadiens de Montréal  | Canada      | John Gregory   | Badgers du Wisconsin (NCAA)     |

### 9etour
| Rang | Équipe LNH            | Nationalité | Joueur        | Repêché de                      |
| ---- | --------------------- | ----------- | ------------- | ------------------------------- |
| 124  | Blues de Saint-Louis  | États-Unis  | Dave Dornseif | Friars de Providence (NCAA)     |
| 125  | Canadiens de Montréal | États-Unis  | Bruce Horsch  | Huskies de Michigan Tech (NCAA) |

### 10etour
| Rang | Équipe LNH            | Nationalité | Joueur         | Repêché de                           |
| ---- | --------------------- | ----------- | -------------- | ------------------------------------ |
| 126  | Blues de Saint-Louis  | États-Unis  | Bradley Wilson | Friars de Providence (NCAA)          |
| 127  | Canadiens de Montréal | Canada      | John Tavella   | Greyhounds de Sault Ste. Marie (AHO) |

### 11etour
| Rang | Équipe LNH            | Nationalité | Joueur        | Repêché de                    |
| ---- | --------------------- | ----------- | ------------- | ----------------------------- |
| 128  | Blues de Saint-Louis  | États-Unis  | Dan Hoene     | Wolverines du Michigan (NCAA) |
| 129  | Canadiens de Montréal | Canada      | Mark Davidson | Bombers de Flin-Flon (LHOC)   |

### 12etour
| Rang | Équipe LNH            | Nationalité | Joueur         | Repêché de                  |
| ---- | --------------------- | ----------- | -------------- | --------------------------- |
| 130  | Blues de Saint-Louis  | Suède       | Goran Lindblom | Skellefteå AIK (Elitserien) |
| 131  | Canadiens de Montréal | Canada      | Bill Wells     | Royals de Cornwall (LHJMQ)  |

### 13etour
| Rang | Équipe LNH            | Nationalité | Joueur     | Repêché de                            |
| ---- | --------------------- | ----------- | ---------- | ------------------------------------- |
| 132  | Blues de Saint-Louis  | Canada      | Jim Bales  | Pioneers de Denver (NCAA)             |
| 133  | Canadiens de Montréal | Canada      | Ron Wilson | Black Hawks de Saint Catharines (AHO) |

### 14etour
| Rang | Équipe LNH           | Nationalité | Joueur           | Repêché de          |
| ---- | -------------------- | ----------- | ---------------- | ------------------- |
| 134  | Blues de Saint-Louis | Suède       | Anders Håkansson | AIK IF (Elitserien) |

### 15etour
| Rang | Équipe LNH           | Nationalité | Joueur           | Repêché de             |
| ---- | -------------------- | ----------- | ---------------- | ---------------------- |
| 135  | Blues de Saint-Louis | Finlande    | Juhani Wallenius | Lukko Rauma (SM-Liiga) |